# Statut des langues des signes en Amérique

Le statut des langues des signes en Amérique diffère selon les pays, seuls une dizaine ont reconnu une ou plusieurs langue des signes, à différents niveaux.

## Langues des signes inscrites dans la Constitution
- Venezuela : La langue des signes vénézuélienne est inscrite dans la constitution en 1999 :
Article 81 « [...] On reconnaîtra aux personnes atteintes de surdité le droit de s'exprimer et communiquer dans le langage des signes vénézuéliens. »[1],[2].

## Langues des signes reconnues par la Loi

### Reconnaissance totale
- Brésil : La langue des signes brésilienne est reconnue par le gouvernement brésilien en 2002[3].
- Colombie : La langue des signes colombienne est reconnue le 11 octobre 1996[4]: 
Loi 324 article 2 : « L'état colombien reconnaît la langue des signes, tant que la langue propre de la communauté sourde dans le pays. »
- Mexique : La langue des signes mexicaine est reconnue le 27 mai 2011 et la loi est publiée le 30 mai 2011[5]: 
 Article 14 de la loi générale pour l'inclusion des personnes handicapées : « La langue des signes mexicaine est officiellement reconnu comme une langue nationale et il fait partie du patrimoine linguistique pour la nation mexicaine. »
- Pérou : En 2010, la langue des signes péruvienne est reconnue par la loi no 29535[6].
- Salvador : La langue des signes salvadorienne est reconnue le 14 juillet 2014[7] (ou 20 juin 2014[8]): 
 « La langue des signes salvadorienne (LESSA) est reconnue comme la langue officielle naturel et utilisé par les personnes sourdes salvadoriens par conséquent, il est du devoir de l'État de l'enseigner et de la conservation de cette langue. »

### Reconnaissance partielle
- Chili : le gouvernement a reconnu la langue des signes chilienne[réf. nécessaire].
- Panama : La langue des signes panaméenne est reconnue[réf. nécessaire].

## Cas particuliers
- Canada : Il existe plusieurs langues des signes (québécoise, américaine, maritime, inuit) et chaque État ou territoire possède ses propres lois (voir statut des langues des signes au Canada).
- États-Unis : La langue des signes des États-Unis est la langue des signes américaine, mais les États-Unis sont composés de cinquante États et du District de Columbia. Chaque État ayant ses propres lois (voir statut de langue des signes américaine aux États-Unis).